# Crăciunești
Crăciunești (in ungherese Nyárádkarácsony, in tedesco Christendorf) è un comune della Romania di 4291 abitanti, ubicato nel distretto di Mureș, nella regione storica della Transilvania. 
Il comune è formato dall'unione di 6 villaggi: Budiu Mic, Cinta, Cornești, Crăciunești, Foi, Tirimioara.